# YoungBoy Never Broke Again
Kentrell DeSean Gaulden (Baton Rouge, 20 de outubro de 1999), conhecido profissionalmente como YoungBoy Never Broke Again ou NBA YoungBoy, é um rapper americano. De 2015 a 2017, Gaulden lançou oito mixtapes e conquistou seguidores regionais por seu trabalho. Ele assinou com Atlantic Records e Artist Partner Group no último ano para lançar os singles "Untouchable" e "No Smoke", ambos marcando suas primeiras entradas na Billboard Hot 100. Lançado em janeiro do ano seguinte, seu single "Outside Today" se tornou sua primeira música a atingir o top 40 da parada e recebeu a certificação de platina quádrupla pela Recording Industry Association of America (RIAA). Serviu como seu avanço mainstream e o single principal de seu álbum de estúdio de estreia, Until Death Call My Name (2018), que alcançou a sétima posição na Billboard 200 dos EUA, apesar da recepção crítica mista.
Seu single de 2019, "Bandit" (com Juice Wrld) se tornou sua primeira música a chegar ao top 10 da Billboard Hot 100. Na semana seguinte, ele lançou a mixtape comercial AI YoungBoy 2 (2019), que estreou no topo da Billboard 200 e recebeu 18 certificações de ouro pela RIAA para cada uma de suas faixas. O lançamento de seu sucessor, 38 Baby 2 (2020) e seu segundo álbum de estúdio, Top (2020), fizeram de Gaulden o segundo artista de hip hop a alcançar o pico da parada três vezes em um único ano. Lançado durante uma prisão, seu terceiro álbum, Sincerely, Kentrell (2021), também atingiu o pico da parada e se tornou o terceiro projeto - atrás de Me Against the World (1995) de Tupac Shakur e I Am Not a Human Being (2010) de Lil Wayne - por um artista preso a fazê-lo. Seu quarto álbum, The Last Slimeto (2022) alcançou a segunda posição na parada e serviu como seu lançamento final com a Atlantic. Gaulden então assinou com a Motown para lançar seu quinto e sexto álbuns: I Rest My Case e Don't Try This at Home (ambos de 2023), ambos os quais atingiram o pico no top dez da Billboard 200, apesar da recepção crítica.
Gaulden vendeu mais de 85 milhões de cópias digitais nos Estados Unidos, o que o coloca entre os artistas mais certificados dos Estados Unidos. Ele obteve 15 bilhões de visualizações em seu canal do YouTube, também o colocando entre os rappers mais vistos do site. Gaulden também é o artista mais jovem na história da Billboard a colocar 100 singles na Billboard Hot 100, enquanto também é o rapper com o maior número de álbuns certificados como platina pela RIAA de 2015 a 2025. Gaulden também tem 34 álbuns que entraram na parada Billboard 200, o maior número entre todos os rappers Gaulden também foi indicado para três BET Hip Hop Awards e um Grammy Awards, além de receber um ASCAP Rhythm & Soul Music Award e um BMI R&B/Hip-Hop Award. Gaulden fundou a gravadora Never Broke Again em 2015, que contratou artistas como NoCap e Quando Rondo.
Apesar do seu sucesso, a carreira de Gaulden foi marcada por uma longa história de questões legais que começaram em 2016. Ele manteve uma produção extremamente prolífica, apesar de suas prisões. Gaulden passou vários anos em prisão domiciliar de 2021 a 2024. Ele foi preso em Baton Rouge, Louisiana, em 2020, junto com outras dezesseis pessoas, sob diversas acusações federais, incluindo distribuição e fabricação de drogas, além de posse de armas de fogo roubadas. No ano seguinte, ele foi preso em Los Angeles, Califórnia, por agentes federais devido à sua prisão de 2020, resultando em uma acusação federal adicional por posse de arma de fogo. De março a outubro de 2021, Gaulden ficou preso antes de ser libertado sob fiança e colocado em prisão domiciliar enquanto aguardava julgamento, de outubro de 2021 a março de 2024. Apesar de ter sido considerado inocente no caso em Los Angeles, Gaulden foi considerado culpado em Baton Rouge e sentenciado a 23 meses de prisão, seguidos por 60 meses de liberdade condicional após sua libertação. Após mais de três anos sob custódia federal, incluindo prisão domiciliar, Gaulden foi oficialmente liberado em liberdade condicional em abril de 2025. Após sua libertação, e depois de passar quase dois meses em liberdade condicional, Gaulden recebeu um indulto presidencial concedido por Donald Trump.

## Biografia
Kentrell DeSean Gaulden nasceu em 20 de outubro de 1999, em Baton Rouge, Louisiana, filho de Sherhonda Gaulden e Jeffery Staden. Ele quebrou o pescoço enquanto lutava quando criança, a lesão exigiu um suporte de cabeça até a coluna sarar. O suporte deixou cicatrizes permanentes em sua testa. Gaulden foi criado principalmente por sua avó materna, Alice Gaulden, devido ao seu pai ter sido condenado a 55 anos de prisão. Ele abandonou o ensino médio na nona série. Enquanto estava em detenção juvenil por acusação de roubo, ele começou a escrever letras para seu projeto de estreia.
Após a sua libertação, a avó de Gaulden morreu de insuficiência cardíaca em 2010 e ele foi enviado para um abrigo, onde observou que seria espancado:
Eu costumava apanhar dentro do lar coletivo sem motivo, os outros meninos colocavam as mãos em mim, e eu olhava para cima como, 'Por que você está me batendo, mano? O que eu fiz?' Isso me fez descobrir outro lado meu que eu nunca glorifiquei ou gostei. Eu descobri como ser a pessoa com quem você não quer fazer isso. [Antes disso], eu nunca entendi toda a maldade ou erro porque eu fui banhado por tanto amor dessa pessoa.
Mais tarde, ele foi morar com seu amigo e colega rapper de Baton Rouge, OG3Three Never Broke Again. Os dois então usaram atos de criminalidade para começar a pagar pelo tempo de estúdio.

## Carreira

### 2015–2017: Início de carreira eAI YoungBoy

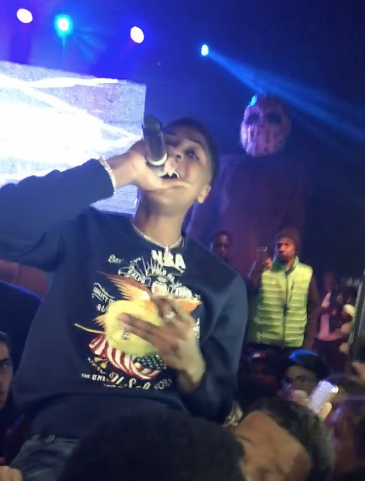
Gaulden se apresentando em 2017

Gaulden começou a produzir música com um microfone que comprou no Walmart quando tinha quatorze anos. Ele lançou sua primeira mixtape, Life Before Fame em 2015. Uma série de outras mixtapes se seguiram, incluindo Mind of a Menace, Mind of a Menace 2 e Before I Go. Gaulden atraiu a atenção com sua mixtape de outubro de 2016, 38 Baby que contou com a participação de outros artistas de Baton Rouge, como Boosie Badazz, Kevin Gates, e os rappers Stroke Tha Don e NBA 3Three. Uma semana depois, Gaulden lançou outra mixtape, intitulada Mind of a Menace 3 em 4 de novembro de 2016. A rápida ascensão de Gaulden à popularidade também pode ser atribuída à sua "briga de rap música por música" com o rapper de Baton Rouge, Scotty Cain, em dezembro de 2015, na qual as músicas de ambos os rappers incluíam ameaças de morte. Embora nenhuma violência real tenha ocorrido entre os dois rappers de Baton Rouge, suas brigas atraíram muita atenção.
Em novembro de 2016, Gaulden foi preso em Austin, Texas, sob suspeita de tentativa de homicídio em primeiro grau, em conexão com um suposto tiroteio drive-by. Enquanto estava na prisão em East Baton Rouge Parish, Louisiana, Gaulden relançou suas duas mixtapes, Before I Go e Mind of a Menace 3. Gaulden foi libertado da prisão em maio de 2017 após aceitar um acordo de confissão e pagar fiança. Uma semana depois de sair da prisão, Kentrell lançou o single "Untouchable".
Em julho de 2017, Gaulden lançou um clipe para sua música, "41", que incluía participações especiais de artistas notáveis, como Meek Mill, Young Thug, 21 Savage, Boosie Badazz e Yo Gotti. Em agosto de 2017, foi relatado que, após ser descoberto por Mike Caren, Gaulden assinou um contrato de cinco álbuns no valor de US$ 2 milhões com o Artist Partner Group, de Caren, e a Atlantic Records, enquanto a música foi publicada pela própria gravadora de Gaulden, a Never Broke Again. Em 3 de agosto de 2017, ele lançou sua sétima mixtape, AI YoungBoy, que alcançou a 24ª posição na Billboard 200, marcando a primeira aparição de Gaulden na parada. O single, "Untouchable", alcançou a 95ª posição na Billboard Hot 100. O segundo single do projeto, "No Smoke", alcançou a posição 61 na mesma parada.
A oitava mixtape de Gaulden, Ain't Too Long, foi lançada em 7 de outubro de 2017. A mixtape alcançou a posição #173 na parada Billboard 200, marcando a segunda aparição de Gaulden na parada. Apenas um mês depois, em novembro de 2017, Gaulden apareceu como convidade na Numb The Pain Tour, de 21 Savage.

### 2018–2019:Until Death Call My NameeAI YoungBoy 2
Gaulden lançou o single "Outside Today" em 6 de janeiro de 2018. A música se tornou a de maior sucesso de Gaulden, chegando ao 31º lugar na Billboard Hot 100. Ele anunciou seu primeiro álbum de estúdio, Until Death Call My Name, em 11 de janeiro de 2018. O segundo single do álbum, "Diamond Teeth Samurai", uma interpolação de Lil Wayne (lançada em outubro de 1999), "Tha Block Is Hot", foi lançado em 2 de abril de 2018, apenas três semanas antes do lançamento do álbum. A música alcançou a #59 posição na Billboard Hot 100. O álbum foi lançado em 27 de abril de 2018. Após o lançamento de "Villain" em 21 de junho de 2018, Gaulden lançou uma versão "reloaded" de Until Death Call My Name, que contou com participações especiais de Offset e Lil Uzi Vert em 28 de junho de 2018.
Apesar de ter sido preso em fevereiro de 2018, Gaulden prometeu uma nova mixtape. Gaulden foi libertado da prisãoem 15 de março, e sua próxima mixtape Master The Day Of Judgement foi lançada em 19 de maio de 2018. Ao longo do verão de 2018, Gaulden lançou uma série de quatro EPs, cada um contendo quatro faixas. O primeiro deles, 4Respect, foi lançado em 24 de agosto, seguido por 4Freedom, 4Loyalty e 4WhatImportant em 30 de agosto, 6 de setembro e 14, respectivamente. Em conjunto com o lançamento da parte final, todos os quatro EPs foram combinados em uma compilação de 16 faixas intitulada 4Respect 4Freedom 4Loyalty 4WhatImportant. Em 7 de setembro, Gaulden lançou sua mixtape Decided, com uma única participação especial de Trippie Redd. Em 20 de dezembro, Gaulden lançou outra mixtape, Realer, com participações especiais de Lil Baby e Plies.
Em janeiro de 2019, Gaulden estava na lista dos melhores artistas musicais do YouTube nos Estados Unidos nas 101 semanas anteriores, o que o tornou o músico mais assistido em todos os gêneros. Isso se deveu principalmente em parte à sua consistência em lançar músicas regularmente e exclusivamente no YouTube. Ele também foi o nono artista mais vendido nas paradas de meio de ano da Billboard de 2019 e ficou em sétimo lugar entre os dez melhores artistas classificados por streams de áudio sob demanda sem lançar um projeto nos primeiros seis meses de 2019. Gaulden foi condenado a 14 meses de prisão domiciliar após uma violação de liberdade condicional no início de 2019. Devido à prisão domiciliar, ele não conseguiu gravar música de nenhum outro lugar além de sua casa. Em 25 de setembro de 2019, Gaulden lançou o single apropriadamente intitulado "House Arrest Tingz". Em 4 de outubro de 2019, Gaulden lançou a música "Bandit", em parceria com o rapper Juice WRLD, lançada como a última nova música de Juice WRLD como artista principal antes de sua morte. A música alcançou a posição 10 na Billboard Hot 100 dos EUA, tornando-se o single de maior sucesso de Gaulden .
Em 10 de outubro de 2019, Gaulden lançou sua mixtape AI YoungBoy 2, e estreou em primeiro lugar na Billboard 200 dos EUA. A mixtape é uma sequência de seu sucesso de 2017, AI YoungBoy, e apresenta 18 músicas, incluindo a música lançada anteriormente "Slime Mentality", O álbum arrecadou 110.000 unidades equivalentes a álbuns (incluindo 3.000 vendas puras), acumulando um total de 144,7 milhões de streams de áudio sob demanda em sua primeira semana, tornando-se uma das dez maiores estreias de streaming de 2019.

### 2020–2021:38 Baby 2,TopeSincerely, Kentrell
Em fevereiro de 2020, Gaulden lançou sua mixtape Still Flexin, Still Steppin. Estreou na segunda posição na Billboard 200 dos EUA, tornando-se seu segundo álbum mais bem colocado depois de seu álbum número um de 2019, AI YoungBoy 2.
Em 24 de abril de 2020, Gaulden lançou sua mixtape 38 Baby 2, uma sequência de 38 Baby, de outubro de 2016. A mixtape estreou em primeiro lugar na Billboard 200, marcando o segundo álbum número um de Gaulden na parada. O pico da mixtape foi resultado das 67.000 unidades equivalentes a álbuns (incluindo 4.000 vendas puras) em sua primeira semana, subsequente aos 96,9 milhões de streams sob demanda em sua primeira semana.
Em 20 de agosto de 2020, Gaulden anunciou o lançamento de seu segundo álbum de estúdio intitulado Top. O álbum foi precedido pelos singles de sucesso da Hot 100, "All In", "Kacey Talk" e "Callin" com Snoop Dogg. O álbum foi lançado conforme o planejado em 11 de setembro de 2020, estreando em primeiro lugar na Billboard 200, tornando-se o terceiro álbum número um de Gaulden em menos de um ano. Top vendeu 126.000 unidades equivalentes a álbuns (incluindo 19.000 vendas puras de álbuns) em sua primeira semana, acumulando 156,32 milhões de streams sob demanda nos EUA em todas as suas faixas. O álbum marcou o álbum mais vendido de Gaulden, até o lançamento oportuno de seu terceiro álbum de estúdio. No entanto, com AI YoungBoy 2, 38 Baby 2 e Top, ele se tornou o primeiro rapper na história da Billboard 200 a acumular três álbuns número um em dez meses, com os dois últimos chegando ao topo da parada em seis meses, um mês atrás do recorde anterior detido por DMX entre 1998 e 1999, e o mais rápido para um rapper.
Em 11 de novembro de 2020, Gaulden lançou seu quarto projeto solo de 2020, a mixtape Until I Return, uma sequência de Before I Go, de junho de 2016. Ela foi lançada exclusivamente no YouTube e disponibilizado três dias depois para serviços de streaming com quatro músicas adicionais. A mixtape não tem participações especiais e alcançou a 11ª posição na Billboard 200. Em 20 de novembro de 2020, Gaulden lançou um projeto colaborativo com Rich the Kid, intitulado Nobody Safe.
Preparando-se para o lançamento de seu terceiro álbum de estúdio, Sincerely, Kentrell, enquanto estava preso, Gaulden lançou os singles "Toxic Punk", "White Teeth", "Nevada", "Life Support", e "On My Side" todos os quais atingiram o pico na Billboard Hot 100, respectivamente. Em 24 de setembro de 2021, Gaulden lançou seu terceiro álbum de estúdio, Sincerely, Kentrell, da prisão. O álbum estreou em primeiro lugar na Billboard 200, tornando-o o terceiro artista, além de 2Pac e Lil Wayne, a ter um álbum número um enquanto estava preso. O álbum se tornou o mais vendido de Gaulden, ultrapassando Top, com 137.000 unidades equivalentes ao álbum (incluindo 10.000 em vendas puras) em sua primeira semana, adquirindo 186,29 milhões de streams sob demanda em todas as suas faixas. A estreia marcou o quarto álbum número um de Gaulden nas paradas. Durante o lançamento do álbum, o termo "YB Better" viralizou nas redes sociais, pois os fãs comentaram muito o termo nas redes sociais; posteriormente, apenas quatro dias após o lançamento do álbum, uma edição deluxe Sincerely, Kentrell > ( ">" pronuncia-se "better"), foi lançada, que continha duas músicas adicionais.
Após a libertação de Gaulden da prisão no final de outubro de 2021, ele lançou uma série de singles não oficiais a partir de novembro, incluindo "Safe then Sorry", "Heart and Soul" e "Alligator Walk", e "Black Ball". Os singles levaram à sua mixtape colaborativa com Birdman, From the Bayou, que foi lançada em 10 de dezembro de 2021, após ter sido anunciada inicialmente em março de 2018. A mixtape alcançou a posição 19 na Billboard 200.

### 2022:Colors,The Last Slimetoe vários outros projetos
Gaulden lançou outra mixtape, intitulada Colors, em 21 de janeiro de 2022. Essa mixtape atraiu atenção devido aos singles lançados anteriormente, nos quais ele desprezou os rappers King Von e NLE Choppa nas faixas "Bring the Hook" e "Know Like I Know", respectivamente. Em 4 de março de 2022, Gaulden lançou Better than You, uma mixtape colaborativa com DaBaby.
Em 1º de abril de 2022, Gaulden lançou o Last Slimeto Sampler. Em maio, foi divulgado que Gaulden rejeitou a oferta de US$ 25 milhões do CEO Craig Kallman para renovar seu contrato com a Atlantic, criticando a gravadora por sua falta de integridade artística. The Last Slimeto foi lançado conforme o planejado em 5 de agosto, como o último lançamento de Gaulden pela Atlantic. O álbum foi precedido por quatro singles: "Mr. Grim Reaper", "I Hate YoungBoy", "Don't Rate Me" (com Quavo), e "Vette Motors". O álbum contou com participações especiais de Kehlani, Quavo e Rod Wave. O álbum estreou na posição número 2 na Billboard 200, movimentando 108.400 unidades equivalentes a álbuns em sua primeira semana, 400 margens a menos que o álbum número um da semana, Un Verano Sin Ti, de Bad Bunny. Através da página do Instagram da Never Broke Again, foi anunciado que Gaulden finalmente havia concluído seu contrato com a Atlantic Records.
Gaulden foi destaque no álbum Drillmatic – Heart vs. Mind, de The Game, na faixa "O.P.P.", mas foi removido posteriormente, uma semana após o lançamento do álbum em 12 de agosto de 2022, por uma taxa de liberação de US$ 150.000 solicitada por Gaulden, fazendo com que a faixa fosse remasterizada sem suas contribuições e, portanto, o álbum fosse relançado.
Em 4 de setembro de 2022, Gaulden lançou o single exclusivo do YouTube "Purge Me". Em 5 de setembro de 2022, por meio do DJ Akademiks, foi anunciado que ele lançaria uma mixtape surpresa intitulada Realer 2, apresentada como uma sequência de Realer, de dezembro de 2018. No entanto, a mixtape não foi lançada conforme o planejado. Em 6 de setembro de 2022, por volta das 16h (horário do leste dos EUA), a mixtape foi lançada principalmente no canal de Gaulden no YouTube. Apenas um dia depois, em 7 de setembro, a mixtape foi adicionada a todas as plataformas de streaming digital; apesar da saída de Gaulden da Atlantic Records, a mixtape foi distribuída pela gravadora. Em 7 de outubro de 2022, Gaulden lançou sua vigésima mixtape, 3800 Degrees, pela Never Broke Again e Atlantic Records. O projeto homenageia 400 Degreez, de Juvenile de 1998, e 500 Degreez, de Lil Wayne de 2002. A mixtape apresenta participações especiais de E-40, Mouse on tha Track e Shy Glizzy. O projeto marca o quinto lançamento de Gaulden em 2022 (o quarto solo). Em 16 de outubro, ele anunciou outro projeto, Ma' I Got a Family, a ser lançado na mesma semana de seu vigésimo primeiro projeto e seu sexto lançamento do ano (o quinto solo). Poucos dias depois, a lista de faixas foi divulgada, anunciando Nicki Minaj e Yeat como as únicas participações da mixtape. Em 21 de outubro de 2022, a mixtape foi lançada e apresentada como um exclusivo do DJ Drama Gangsta Grillz.
Pela Billboard, em 24 de outubro de 2022, foi anunciado que, após a conclusão do contrato de Gaulden com a Atlantci Records, ele assinaria um contrato de joint venture entre a Motown Records e sua própria gravadora Never Broke Again. O acordo de joint venture foi assinado pouco mais de um ano antes, em setembro de 2021, antes do anúncio da adição de Gaulden à gravadora.
Em 25 de novembro de 2022, Gaulden se juntou ao contratado do Never Broke Again, Quando Rondo, para sua mixtape colaborativa, 3860. A mixtape foi precedida por quatro singles, "Give Me a Sign", "Cream Soda" (interpretada por Quando Rondo), "Keep Me Dry" e "It's On". Apesar do projeto ter sido carregado no canal de Gaulden no YouTube, no dia do lançamento da mixtape, ele revelou que não queria que a mixtape fosse lançada devido às suas disputas anteriores com a Atlantic Records, a gravadora sob a qual a mixtape foi lançada, posteriormente levando à remoção da mixtape do canal de Gaulden no YouTube. Gaulden observou ainda que Quando respeitou seus desejos de que a mixtape não fosse lançada, no entanto, a Atlantic Records prosseguiu com o lançamento do projeto. Em 23 de dezembro de 2022, Gaulden lançou o álbum de compilação Lost Files, que consistia puramente em músicas vazadas de 2018 em diante. O projeto marcou seu lançamento final do ano. O projeto atingiu o pico na posição 45 na Billboard 200, vendendo mais de 18.000 cópias na primeira semana de acompanhamento.

### 2023–presente:I Rest My Case,Don't Try This at Home e MASA
Em 3 de janeiro de 2023, a gravadora de Gaulden lançou a arte oficial de seu quinto álbum de estúdio, I Rest My Case, em seu Instagram. Em 4 de janeiro de 2023, Gaulden lançou uma série de singles promocionais, mais notavelmente "Black", que alcançou a 93ª posição na Billboard Hot 100. O álbum foi lançado em 6 de janeiro de 2023 e é seu primeiro projeto sob um novo contrato com a Motown Records. O álbum alcançou a nona posição na Billboard 200, marcando o álbum de estúdio de menor sucesso de Gaulden. Pela Billboard, em 1 de fevereiro de 2023, Gaulden foi anunciado para aparecer na capa da revista, que foi lançada juto com uma entrevista. Aparecer na capa marcou sua primeira aparição em cinco anos, desde sua participação na The Fader em outubro de 2017. Durante a entrevista, foi revelado que o sexto álbum de estúdio de Gaulden, intitulado Don't Try This at Home, estava em andamento.
Em 24 de fevereiro de 2023, Gaulden apareceu com destaque no terceiro álbum de estúdio de Yeat, Afterlyfe, na segunda faixa, "Shmunk". Semanas depois, em 17 de março de 2023, ele apareceria como destaque em "I Don't Mind", a quinta faixa do terceiro álbum de estúdio tão aguardado de Lil Pump, Lil Pump 2.
Em 27 de fevereiro de 2023, Gaulden lançou "Next", um single promocional que antecedeu seu sexto álbum de estúdio, Don't Try This at Home. Poucos dias depois, em 2 de março de 2023, ele lançou outro single, "Demon Party". Semanas depois, por meio do Instagram oficial da Motown Records, foi anunciado que o álbum seria lançado em 21 de abril de 2023 e consistiria em 33 músicas. Após o anúncio do álbum, o primeiro single, "WTF", com a rapper trinitária Nicki Minaj, foi anunciado. A faixa foi lançada em 7 de abril de 2023, apenas duas semanas antes do lançamento do projeto. O segundo e último single do álbum, "Rear View", com a cantora de Atlanta Mariah the Scientist, foi lançado em 14 de abril de 2023. O álbum foi lançado conforme o planejado em 21 de abril de 2023, com participações especiais de Mariah the Scientist, Nicki Minaj, Post Malone e The Kid Laroi. O álbum estreou na posição 5 na Billboard 200 após vender 60.000 unidades equivalentes a álbuns na primeira semana. Além disso, Gaulden se tornou o artista mais jovem na história da Billboard a colocar 100 músicas na parada Hot 100 depois que "Big Truck" estreou na posição #100 na parada.
Em 8 de maio de 2023, Gaulden anunciou uma mixtape intitulada Richest Opp e sua data de lançamento de 12 de maio, a data original do álbum do rival Lil Durk, Almost Healed. Apenas um dia antes do lançamento da mixtape, Gaulden lançou a faixa "Bitch Let's Do It" exclusivamente em seu canal do YouTube. A mixtape foi lançada conforme planejado, enquanto Almost Healed foi adiado para ser lançado na semana seguinte. Richest Opp estreou na quarta posição na Billboard 200 com 51.000 unidades equivalentes a álbuns em sua primeira semana. A mixtape atraiu atenção devido a uma música intitulada "Fuck the Industry Pt. 2" na qual Gaulden chamou vários rappers, incluindo Drake, J. Cole e Lil Yachty.
Em 12 de junho de 2023, Playboi Carti presenteou Gaulden com uma corrente da Opium, uma corrente de diamantes negros com um pingente de cruz invertida, e acessou seu Instagram após um longo tempo inativo para mostrar o rapper usando a corrente. Os fabricantes da corrente, Jewelry Unlimited, responderam que a corrente foi um presente de Carti antes do álbum colaborativo dos dois, que foi sugerido como sendo intitulado 004KT. No mesmo dia, o produtor musical F1lthy, ao lado do produtor executivo do então próximo álbum solo de Carti, Music (lançado em 14 de março de 2025), acessou o Twitter (agora X) para tuitar "004KT", criando ainda mais discussões sobre um novo álbum entre os dois.
Em 26 de outubro de 2023, Gaulden lançou o videoclipe de "Deep Down". Um dia depois, em 27 de outubro de 2023, Gaulden lançou mais dois singles, "Now Who" e "My Body". Os singles apareceriam na vigésima primeira mixtape de Gaulden, Decided 2, a sequência de seu Decided de setembro de 2018, que foi lançado posteriormente em 10 de novembro. No final de 2023, Gaulden se tornou o artista de rap mais transmitido no YouTube pelo quinto ano consecutivo nos Estados Unidos e foi o segundo artista mais transmitido no geral, atrás de Peso Pluma. Gaulden foi o sexto artista mais vendido nos Estados Unidos em 2023, com 4,2 milhões de unidades de álbum vendidas.
Durante a entrevista de Gaulden para Million Dollaz Worth of Game, ele afirmou que seu próximo lançamento completo seria o último com a Motown. Em 27 de janeiro de 2024, Gaulden acessou seu Instagram para provocar um novo álbum que seria lançado em 19 de abril. Depois de lançar vários singles no primeiro trimestre de 2024, em 17 de março, Gaulden compartilhou a arte oficial e o título de seu próximo lançamento, I Just Got a Lot on My Shoulders, com lançamento previsto para 2024. Após uma série de vazamentos enquanto estava encarcerado, incluindo músicas vazadas, videoclipes, vlogs, filmagens dos bastidores e mensagens de texto, em novembro de 2024, Gaulden lançou cinco videoclipes no YouTube: "Never Stopping", "Catch Me", "Missing Everything", "Sneaking" e "Killa Season". Em 6 de dezembro, o sétimo álbum de estúdio, I Just Got a Lot on My Shoulders, foi lançado enquanto ele ainda estava encarcerado.
Em 27 de fevereiro de 2025, foi anunciado que Gaulden lançaria seu terceiro álbum de compilação, More Leaks, em 7 de março. Após sua libertação da prisão no mês seguinte, sua equipe deu pistas sobre uma possível turnê para o final de 2025. Em 2 de maio, Gaulden lançou as faixas "Where I Been" e "Shot Callin" com exclusividade em seu canal no YouTube antes que seu associado, Kyle "Montana" Claiborne revelou que ele está trabalhando em um novo álbum e em uma turnê, que seria a primeira desde 2020. No dia 15 de maio, Gaulden e sua gravadora anunciaram no Instagram a turnê Make America Slime Again Tour nos Estados Unidos, com participações de DeeBaby, EBK Jaaybo e K3 A turnê, com 45 datas confirmadas, terá início em 2 de setembro, em Dallas, Texas, e terminará em 19 de outubro, em New Orleans, Louisiana, um dia antes do aniversário de 26 anos de Gaulden. Em 16 de junho de 2025, Gaulden anunciou por meio de uma publicação nos stories de seu Instagram que lançaria seu oitavo álbum de estúdio, MASA, em 4 de julho de 2025. MASA acabou sendo lançado como um sampler com dez faixas e teve seu lançamento adiado para 25 de julho. Em 13 de julho, Gaulden apareceu ao lado de Travis Scott como participação surpresa na faixa "Outside", a décima quinta música do segundo álbum colaborativo do grupo JackBoys, fundado por Scott, intitulado JackBoys 2. Gaulden lançou Deshawn, uma mixtape colaborativa com DJ Khaled, em 12 de agosto de 2025.

## Arte

### Influências
Gaulden foi comparado a vários artistas ao longo de sua carreira, incluindo Boosie Badazz, Kevin Gates, Lil Wayne e Tupac Shakur. Apesar das várias comparações, Gaulden citou o falecido Lil Phat como sua principal influência em sua entrevista de 2016 com The Fader. Em dezembro de 2022, Gaulden citou Yeat, Young Thug, French Montana, Shy Glizzy e Soulja Slim como seus cinco rappers favoritos.

### Estilo musical
Gaulden foi descrito como "um dos rappers mais trabalhadores" da indústria musical devido à sua alta produção musical. Ele é conhecido por sua consistência no lançamento de música, com sua ética de trabalho descrita como sendo de um "ritmo rápido". Ele lançou mais de vinte e seis álbuns de estúdio, EPs e mixtapes desde 2015. Em 2023, ele descreveu sua tendência de lançar música constantemente como uma "doença".
A música é uma terapia, mas não consigo parar quando quero, e o estilo de vida é apenas uma grande distração do seu verdadeiro propósito.
Sua criatividade musical e conteúdo lírico derivam de suas próprias experiências vividas, incluindo seu histórico criminal, bem como relacionamentos passados. Em sua música, Gaulden é "brutalmente honesto, o que é resultado do que ele viu e experimentou em uma idade jovem". Sua música é descrita como "crua" e "espiritual" devido à maneira como ele "evoca emoção". Gaulden é conhecido por seus vocais melódicos e "soco agressivo característico e alta energia". Gaulden é frequentemente elogiado por críticos musicais por sua vulnerabilidade em sua música, que vai desde a morte de seus entes queridos até relacionamentos rompidos.
Gaulden frequentemente homenageia suas raízes na Louisiana em várias de suas canções. A faixa de abril de 2018 de Gaulden, "Diamond Teeth Samurai", faz samples de "Tha Block Is Hot" de Lil Wayne, uma faixa de southern hip-hop. Músicas como "Carter Son", "On My Side" e "Deep Down" também incorporarão melodias e instrumentais sulistas. Gaulden experimentou sons de hip hop sulista e hardcore hip hop em sua décima oitava mixtape solo, 3800 Degrees (2022), que homenageia 400 Degreez de Juvenile e 500 Degreez de Lil Wayne. Músicas como "Toxic Punk", "2Hoo" e "Bestie" lembram pop rock e canções de rage, ainda mais incorporadas no álbum experimental de raiva de Gaulden, I Rest My Case (2023). Gaulden também experimentou rap rock em canções como "Guitar Hero".

## Filantropia
Em 2017, após o lançamento da sétima mixtape solo de Gaulden, AI YoungBoy, ele doou US$ 20.000 em dinheiro no bairro onde cresceu. Apenas um ano depois, em outubro de 2018, ele deu a um fã o que parecia ser US$ 10.000 para se formar no ensino médio, a fim de incentivar mais fãs mais jovens a permanecerem na escola.
Em abril de 2019, Gaulden foi até Baton Rouge, Louisiana, sua cidade natal, para alimentar os moradores de rua da área e montar um abrigo para pessoas necessitadas enquanto distribuía comida ao público. Em agosto do mesmo ano, enquanto estava preso, ele e sua equipe financiaram uma "Campanha de Volta às Aulas" ("Back to School Drive") anual para dar às crianças material escolar, mochilas, roupas, além de outras necessidades que podem ser difíceis para elas ou suas famílias adquirirem. Por meio de um telefonema da prisão, Gaulden declarou: "Espero que todos se divirtam. Obrigado por terem vindo". Em 2020, após o lançamento de seu segundo álbum de estúdio, Top, em nome do artista devido às suas circunstâncias legais, Gerald Gaulden, Cameron Brown e Monique, todos que estiveram perto de Gaulden desde sua infância, doariam material escolar financiado por Gaulden para a Capitol Elementary em Sacramento, Califórnia.
Em novembro de 2022, enquanto estava em prisão domiciliar, Gaulden fez parceria com a NAACP para doar 500 perus para famílias de Baton Rouge necessitadas no Dia de Ação de Graças. Além disso, ele financiou um buffet de Ação de Graças no Boil & Roux em Baton Rouge durante seu movimento "Stop The Violence" para acabar com a violência nas comunidades negras.
Aye! Pare com a violência. Olhe para mim! Eu poderia prometer que é um lado maior da vida. Pare com a violência. Você poderia ser um negro rico, ouviu? Eu poderia prometer. Eu não vou te dizer o que tem na minha conta bancária, vadia, mas aye - pare com a violência!
Apenas um mês depois, em dezembro, Gaulden fez parceria com seus rivais de longa data Fredo Bang e TG Kommas, juntamente com a NAACP e a Metro Health Education, para retribuir à sua comunidade em Baton Rouge, Louisiana, doando milhares de brinquedos para os jovens no Natal, além de doar brinquedos para o setor infantil do Centro Médico Regional Our Lady of the Lake de Baton Rouge. Eles também organizaram um jantar privado para fornecer comida e presentes para pessoas que perderam suas casas recentemente em incêndios.

## Questões legais
Apesar de seu sucesso como artista musical, Gaulden se envolveu em vários conflitos criminais e em um processo civil.

### 2014: Acusações de roubo e detenção juvenil
No final de 2014, Gaulden foi preso por roubo e enviado para um centro de detenção em Tallulah, Louisiana. Ele foi libertado após cumprir 6 meses.

### 2016-2017: Tentiva de homicídio
Em 28 de novembro de 2016, os US Marshals prenderam Gaulden antes de um show em Austin, Texas, acusando-o de pular de um veículo e abrir fogo contra um grupo de pessoas em uma rua de South Baton Rouge. Gaulden foi acusado de duas acusações de tentativa de homicídio. Gaulden ficou preso até maio de 2017 por tentativa de homicídio de primeiro grau. Falando sobre sua prisão, ele disse: "Não acho que eles realmente tenham como alvo, mas se você tem um nome, eles sabem quem você é, você faz alguma coisa, eles vão te pegar, e com quem quer que você esteja e o que quer que eles façam, você é responsável por isso só porque você tem o maior nome. É assim que essa merda acontece." Enfrentando duas acusações de tentativa de homicídio de primeiro grau, ele se declarou culpado de uma acusação reduzida de agressão agravada com arma de fogo. Em 22 de agosto de 2017, ele foi condenado a uma pena suspensa de dez anos de prisão e três anos de liberdade condicional ativa.

### 2018: Assalto, armas e sequestro

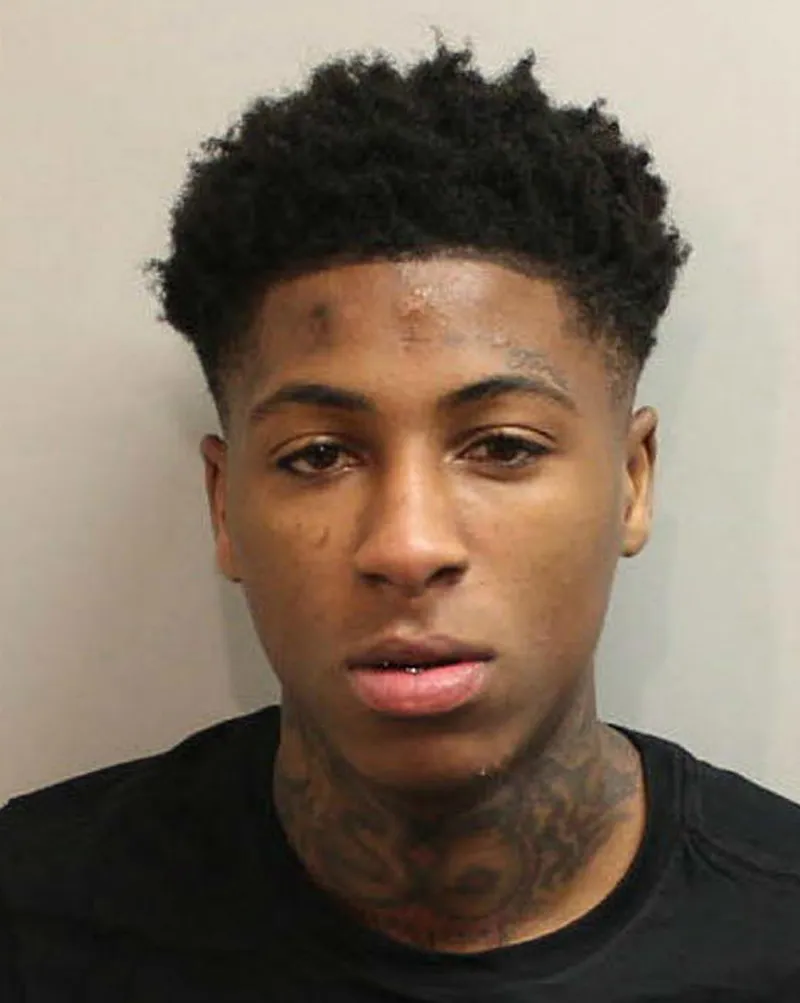
Foto de Gaulden em 2018

Gaulden foi preso antes de um show na boate The Moon em Tallahassee em 25 de fevereiro de 2018. Gaulden tinha um mandado no estado da Geórgia por supostamente cometer agressão, violações de armas e sequestro. Imagens de vigilância do hotel vazaram logo após sua prisão, mostrando Gaulden agredindo sua ex-namorada. Em 15 de março de 2018, ele foi libertado da prisão sob fiança de US$ 75.000.

### 2019: Processo de agressão e espancamento
Em 12 de março de 2019, foi relatado que Gaulden e o artista do Never Broke Again, Tyquian "Quando Rondo" Bowman, foram processados por um homem que alegava ser o guarda-costas, empresário da turnê e/ou DJ da turnê dos rappers por agressão, espancamento e sofrimento emocional. O processo alega que em 21 de dezembro de 2018, durante um show em Florence, Carolina do Sul, os dois artistas foram incomodados por um fã enlouquecido, resultando em uma discussão. O reclamante afirma que ele, Gaulden, Bowman e membros de sua comitiva foram escoltados para os bastidores pela gerência, proprietários do local e organizadores do show, onde ele alega ter sido agredido pelos dois mencionados acima. A pessoa, que alegou ter sido confrontada pelos dois réus, comentou que Bowman (embora não provocado) instigou o incidente ao tentar forçá-lo a voltar ao palco para acabar com a mania dos fãs e proteger seu time, mas depois que ele se recusou, Bowman e Gaulden imediatamente o agrediram enquanto ele tentava explicar a ambas as partes sobre seus atos. Isso resultou na vítima sofrendo um "dente quebrado, rosto ensanguentado e ferimentos em sua reputação". O advogado de Gaulden declarou que não tinha conhecimento prévio do incidente, mas que investigaria o resultado do processo.

### 2019: Tiroteio em Miami, violação de liberdade condicional e prisão domiciliar
Enquanto Gaulden estava em liberdade condicional, em 12 de maio de 2019, ele se envolveu em um tiroteio em Miami no qual ele revidou depois que um atirador em um Cadillac Escalade preto abriu fogo, ferindo a namorada de Gaulden e matando um espectador. Embora as acusações de Gaulden pelo tiroteio em si tenham sido rejeitadas, ele foi encontrado na companhia de Ben Fields e Trulondrick "Boomer" Norman, o que violou uma condição especial de sua liberdade condicional; por esta violação, o juiz ordenou que ele passasse 90 dias na prisão, proibiu-o de se apresentar pelos próximos 14 meses e o sentenciou à prisão domiciliar com monitoramento eletrônico pelo restante de sua liberdade condicional.

### 2019–2020: Término e renovação da liberdade condicional
Em 13 de dezembro de 2019, o juiz encerrou oficialmente a liberdade condicional de Gaulden por duas acusações de tentativa de homicídio. No entanto, ele foi condenado a um ano de liberdade condicional cinco dias depois, após se declarar culpado de agressão simples no caso envolvendo sua ex-namorada.

#### 2020: Prisão em Baton Rouge por crimes federais de porte de arma de fogo e drogas
Em 28 de setembro de 2020, Gaulden estava entre as dezesseis pessoas presas em Baton Rouge, Louisiana, por várias acusações, incluindo distribuição e fabricação de drogas e posse de armas de fogo roubadas. Seu advogado negou qualquer culpa, afirmando "Não havia nenhuma indicação de que ele tivesse armas ou drogas com ele no momento da prisão".

### 2021–2022: acusação federal de porte de arma na Califórnia e acusação federal de porte de arma e drogas em Baton Rouge
Em 22 de março de 2021, Gaulden foi preso por agentes federais em Los Angeles executando um mandado federal decorrente de sua prisão em setembro de 2020 em Baton Rouge. Os policiais tentaram parar um veículo com Gaulden para cumprir o mandado quando Gaulden fugiu a pé. Após uma busca que envolveu o uso de um cão policial, Gaulden foi encontrado e autuado por acusações federais de porte de arma de fogo. Em 26 de outubro de 2021, ele foi libertado da prisão sob fiança de US$ 1,5 milhão.
Em 24 de fevereiro de 2022, após a prisão de Gaulden em Baton Rouge em setembro de 2020 no processo de gravação de um videoclipe, a equipe de Gaulden entrou com uma moção para suprimir a arma de fogo obtida durante a prisão junto com as evidências de vídeo e foto por meio de um cartão SD da filmagem de "Chopper City". Em 2 de março de 2022, a moção para suprimir as evidências de vídeo foi concedida, no entanto, a moção para suprimir a arma de fogo foi negada. Após a vitória de Gaulden, uma data de julgamento foi marcada para 16 de maio de 2022, no entanto, foi posteriormente adiada devido a ações imprevisíveis. Em junho de 2022, a equipe de Gaulden ganhou uma moção pré-julgamento quando sua equipe entrou com um pedido de remoção de evidências devido à má conduta do promotor.
Durante o julgamento pela acusação federal de porte de arma de fogo de Gaulden na Califórnia, em 12 de julho de 2022, a moção da promotoria para permitir letras de "Life Support" e "Gunsmoke" de Gaulden, em ambas as quais Gaulden faz rap sobre FN Herstals, no julgamento contra ele foi negada. Em 15 de julho de 2022, Gaulden foi considerado inocente de suas acusações federais de porte de arma de fogo na Califórnia, devido à falta de evidências que o ligassem à posse intencional das armas encontradas.

### 2023–2024: Acusação federal de porte ilegal de arma de fogo em Baton Rouge
Em 9 de março de 2023, em relação à acusação federal de porte de arma de fogo de Gaulden em Baton Rouge, a equipe de acusação entrou com uma moção para contestar a moção de Gaulden para suprimir as evidências de vídeo e foto – que eles venceram em março de 2022. Foi observado que o painel de três juízes tomaria uma decisão nas semanas seguintes.
Em 15 de março de 2023, foi anunciado que a juíza Shelly Dick suspendeu as restrições à prisão domiciliar de Gaulden. No relatório, duas condições foram removidas. Em primeiro lugar, Gaulden teria permissão para receber mais de três visitantes por vez sem restrição de toque de recolher.
Depois que a equipe de acusação no caso de Gaulden em Baton Rouge entrou com uma moção para contestar sua supressão das evidências de vídeo e foto, em julho de 2023, a equipe de Gaulden entrou com uma nova ação nos tribunais de apelação dos Estados Unidos, no entanto, ele perdeu a apelação. Em outubro de 2023, em relação à acusação federal de porte de arma de fogo de Gaulden em Baton Rouge, depois que a equipe de Gaulden contestou a apelação perdida, o Tribunal de Apelações dos Estados Unidos para o Quinto Circuito reverteu sua decisão, permitindo que a promotoria usasse as evidências.
Em novembro de 2023, a defesa de Gaulden entrou com uma moção para alterar suas condições pré-julgamento devido à corrupção policial. Mais tarde naquele mês, o tribunal negou a moção de Gaulden para aliviar suas limitações de prisão domiciliar devido à diminuição de sua saúde mental, juntamente com o declínio nas vendas de música. O promotor público assistente William K. Morris afirmou que as "condições atuais de libertação pré-julgamento de Gaulden o proíbem de buscar e obter tratamento de saúde mental". Em 19 de dezembro de 2023, a Billboard anunciou que a juíza Shelly Dick negou o pedido de Gaulden para obter mais acesso ao estúdio de gravação, no entanto, ela permitiu que o rapper recebesse melhor tratamento médico.
Em 13 de março de 2024, um tribunal federal de Utah suspendeu o caso, devido ao pedido do advogado de Gaulden de direitos da Segunda Emenda. No dia seguinte, uma acusação de posse de arma de fogo por um criminoso condenado foi rejeitada.
O julgamento deveria começar em 15 de julho de 2024, mas foi adiado para 25 de julho de 2024. Em 16 de agosto de 2024, foi relatado que Gaulden se declarou culpado no caso federal de arma de fogo. Os procedimentos judiciais de Gaulden seriam transferidos da Louisiana para Utah devido às acusações pendentes de Gaulden em Utah. Em 28 de maio de 2025, Gaulden recebeu um indulto presidencial oficialmente assinado por Donald Trump.

#### 2024-2025: Prisão em Utah por acusações de drogas e fraude
Em 1º de março de 2024, Gaulden foi acusado por autoridades estaduais de Utah de ter violado "condições pré-julgamento" por causa de seu uso de drogas. Em 17 de abril de 2024, ele foi preso por acusações que variam de atividade contínua decorrente da posse de substâncias controladas à posse de uma arma mortal (perigosa) e fraude de identidade.
As acusações alegam que Gaulden estava administrando uma "rede de fraude de receitas", usando uma identidade falsa e imitando a voz de um cliente de farmácia por meio de um telefone celular para comprar medicamentos de venda livre para alimentar sua farra de codeína. Sua prisão domiciliar foi revogada logo depois e ele foi extraditado para Louisiana, com ordem de permanecer em uma prisão de Baton Rouge, aguardando julgamento sem fiança. Em 9 de maio de 2024, Gaulden compareceu a um tribunal do Condado de Cache, Utah, para uma audiência de fiança após sua prisão em abril. Gaulden compareceu perante o juiz Spencer D. Walsh, e sua fiança foi fixada em US$ 100.000.

Quero agradecer ao presidente Trump por me conceder um perdão e me dar a oportunidade de continuar construindo – como homem, como pai e como artista. Este momento significa muito. Ele abre a porta para um futuro pelo qual trabalhei duro, e estou totalmente preparado para viver isso.

– Gaulden, ao receber um indulto presidencial
Após a transferência da acusação federal de porte de arma de fogo de Gaulden em Baton Rouge da Louisiana para Utah, depois que Gaulden se declarou culpado, em 19 de agosto de 2024, os promotores em Utah entraram com uma acusação federal de porte de arma de fogo contra Gaulden, decorrente de sua prisão em abril de 2024. Os promotores alegaram que Gaulden estava de posse de uma arma de fogo obtida ilegalmente enquanto estava em prisão domiciliar.
Em 9 de setembro, o advogado de Gaulden, Bradford Cohen, anunciou que Gaulden havia aceitado uma confissão global abrangendo suas acusações atuais na Louisiana e em Utah. Em 18 de novembro, Gaulden entrou com uma confissão de culpa em relação às suas acusações de drogas e fraude em Utah. Ele se declarou culpado de duas acusações de fraude de identidade de terceiro grau, duas acusações de falsificação de terceiro grau e seis acusações de conduta ilegal em farmácia e entrou com uma confissão de culpa sem contestação para suas 36 acusações restantes. Os quatro crimes de Gaulden foram reduzidos para contravenções de classe A. Em 10 de dezembro, Gaulden foi oficialmente condenado a 23 meses de prisão, seguidos de 60 meses de liberdade condicional após sua libertação, e uma multa adicional de US$ 25.000.
Em janeiro de 2025, foi revelado que Gaulden seria libertado em 27 de julho do mesmo ano, no entanto, posteriormente, a data foi antecipada para 26 de abril. Em 24 de março de 2025, ele foi liberado da FCI Talladega. No dia seguinte, foi revelado que Gaulden havia sido transferido para o RRM Phoenix, uma casa de reabilitação em Phoenix, Arizona, onde cumpriria um toque de recolher de 30 dias antes de ser liberado em liberdade condicional. Quase dois meses após sua libertação, em abril de 2025, Gaulden recebeu um indulto presidencial concedido por Donald Trump em 29 de maio. Após o anúncio, Gaulden usou seu Instagram para agradecer aos seus advogados e a Trump pelo perdão, compartilhando uma mensagem.

## Rivalidades

### King Von e Lil Durk
De 2018 a 2020, Gaulden e o rapper de Chicago, King Von – um contratado da gravadora Only The Family, de Lil Durk – começaram a se insultar nas redes sociais e em suas músicas, o que foi inicialmente considerado uma piada. Em particular, Von, que fez vários vídeos zombando de clipes virais de Gaulden como Von, observou que Gaulden finge em sua música: "o que p**a YoungBoy está falando nessa música, mano? Ele está falando maluquices, ele nem é assim. Estou na bunda dele agora. Você tem letras maiúsculas em seus raps." Em 6 de novembro de 2020, King Von foi baleado e morto após uma altercação com o afiliado da Never Broke Againm Quando Rondo.
Em 2022, após a morte de Von e a libertação de Gaulden da prisão, Gaulden lançou "Bring the Hook", o single principal de sua mixtape Colors. Na faixa, Gaulden enviou uma crítica óbvia ao King Von e aos rappers do O'Block em Chicago enquanto ele fazia um rap: "Nigga, this that Squid Game, O-Block pack get roll up / Murder what they told us, Atlanta boy get fold up". O lançamento da música gerou uma rixa entre Gaulden e o amigo próximo de Von, Lil Durk, que levou ao lançamento de "Ahhh Ha", o single principal do 7220, de Durk. A música apresentou várias críticas subliminares de Durk a Gaulden. Na faixa, Durk deu vários tiros contra a ex-namorada de Gaulden, Jania Meshell, sugerindo que ela teve relações com o falecido King Von. No mesmo dia, Gaulden lançou "I Hate YoungBoy", que apareceu em seu quarto álbum de estúdio The Last Slimeto. Na música, Gaulden deu tiros na noiva de Durk, India Royale, Gucci Mane, Lil Baby, Boosie Badazz, o falecido primo de Durk, OTF Nunu, e o próprio Durk. Ele também desprezou a Apple Music por promover o nativo de Chicago Lil Durk.
Em 4 de maio de 2023, a personalidade da mídia Akademiks declarou que Gaulden e Durk haviam se reconciliado, mas em 8 de maio, Gaulden desprezou Durk e Akademiks no Twitter. No mesmo dia, ele anunciou uma nova mixtape intitulada Richest Opp e sua data de lançamento de 12 de maio de 2023, a mesma data de lançamento do álbum Almost Healed de Lil Durk.

### NLE Choppa
No meio da rivalidade de Gaulden com Lil Durk, Gaulden lançou a faixa "Know Like I Know", que continha várias críticas a NLE Choppa depois que ele supostamente escolheu o lado de Durk em sua briga depois que NLE respondeu negativamente a um Tweet de um afiliado do King Von, Lil Reese, que declarou: "Isso não é hora de demônio, ele apenas faz rap como o resto desses rappers fazem rap", sob o qual NLE respondeu: "Eu carimbo isso". Na faixa, Gaulden fez várias críticas subliminares a NLE, onde ele fez um rap: "Aposto que sua mãe seria destruída, n-gga, quando enviarmos sua bunda estúpida para Deus por fazer declarações/escolher lados sobre minha briga com esses garotinhos. Posso dizer que vi, você pode dizer que eu era seu favorito, n-gga/É melhor ficar acordado no seu lugar, vadia, brinque e tenha sua cara partida" e "Eu não dou a mínima para como você trata seu corpo, dou a mínima para sua limpeza". Gaulden também fez referência a The Real Blasian, que é ex-namorada de Gaulden e NLE, enquanto ele fazia rap: "Nego é melhor perguntar a Blasian sobre mim/Como nós os pegamos mal e pegamos suas merdas/Deixamos eles despidos, a polícia acha que estupramos a vadia/Nego é melhor não brincar com isso".

### Gucci Mane
Após o infame "I Hate YoungBoy" de Gaulden, no qual ele fez um rap: "Costumava foder com Gucci até que eu vi que ele gosta desses niggas maricas" após a colaboração de Gucci com Lil Durk, "Rumors", Gucci respondeu com "Publicity Stunt" no qual ele desrespeitou Gaulden várias vezes. Na faixa, Gucci respondeu a Gaulden enquanto ele fazia um rap: "Por que você me desrespeita por ser um nigga publicitário?/Você está nas ruas ou é um nigga da indústria?" depois que Gaulden deixou claro que não aprecia a indústria musical. No final da música, Gucci interpolou o hit viral de Gaulden "Make No Sense" no qual Gaulden fez um rap: "Eu me sinto como Gucci Mane em 2006", onde Gucci mudou, fazendo um rap: "Eu pensei que você se sentia como Gucci Mane em 2006".

### Joe Budden
Em dezembro de 2023, no podcast de Joe Budden, ele mencionou Gaulden em sua lista de tópicos, afirmando que sua música é ruim:
Uh, o que mais eu escrevi aqui... Você está pronto para contar a verdade sobre o NBA YoungBoy? Estou pronto para fazer isso? Esse mano é um lixo. Ele é horrível. Ele é horrível, ele é horrível, ele é muito, muito, muito, muito, muito ruim. Eu não o conheço como pessoa, estou falando apenas sobre música. Ele é muito, muito, muito ruim. E essa coisa aconteceu com ele. Quando ele saiu, a gravadora apertou um botão e fez uma m**** no YouTube. Todas as crianças tinham que vir para a porra da reunião e contar a vocês sobre as opiniões do NBA YoungBoy e o quão ótimo ele é e o quão incrível ele é e o quão incrível ele está indo.
Budden criticando Gaulden provocou uma resposta dele através da página do Instagram Never Broke Again, LLC na qual Gaulden fez uma história desrespeitando Budden na qual ele observou que sua mixtape Decided 2 ainda está no top 10 de álbuns dos EUA da Apple Music, "A última coisa que lancei foi Decided 2, e meu álbum ainda está no top 10 [na Apple Music] mano covarde. Não fale de mim, eu não toco essa merda. Não me denuncie também, sua vadia covarde". O chefe da gravadora Birdman também respondeu a Budden, observando que ele não é sábio por desrespeitar Gaulden. Budden mais tarde dobrou sua diss, afirmando que ele é "muito maior" do que Gaulden:
Só quero dizer que sou muito maior que ele. Pare com isso. Cara, vocês, jovens idiotas, são enganados por essas métricas de gravadoras e esses truques digitais. Você gostaria que eu lesse os números dos últimos seis projetos do YoungBoy? Tudo bem. Quer dizer, eu não quero. Não pensei que tinha que fazer isso. Porque tenho certeza de que alguém aqui está gravando. [...] O ponto é que você está fazendo muito por alguém que não vende mais de 60.000 discos. Pare com isso. Chega de jovens falando merda no Hip Hop. Nós entendemos, você gosta de quem você gosta, incrível. Mas não é essa força dominante que vocês, manos, continuam tentando fazer parecer.
No entanto, dias depois, Joe Budden pediu desculpas a Gaulden, afirmando que havia uma maneira muito melhor de articular suas opiniões. Gaulden respondeu mais tarde ao pedido de desculpas de Budden, alegando que toda a controvérsia foi um golpe publicitário: "Joe Budden, eu te amo, mano. Eles não entendem nossa reviravolta na trama. Era estritamente para dar uma entrevista depois disso. Diga a eles para não nos levarem muito a sério. Tudo entretenimento, cara".

### Charlamagne tha God
Em 8 de janeiro de 2024, Gaulden apareceu em uma entrevista com o popular entrevistador de Hip-Hop, Bootleg Kev, na qual ele falou sobre não estar muito interessado na ideia de paternidade, apesar de ter vários filhos. Os comentários de Gaulden sobre a paternidade provocaram uma resposta do apresentador do The Breakfast Club, Charlamagne tha God, que criticou as opiniões de Gaulden sobre a paternidade, chamando-o de "O Burro do Dia". Após a diss, Gaulden lançou uma faixa diss para Charlamagne, intitulada "Act a Donkey", na qual o convidou para sua casa em Utah para resolver os problemas dos dois juntos de forma ameaçadora. No entanto, Charlamagne respondeu à faixa observando que ele não iria viajar para a casa de Gaulden, o que os fãs presumiram ser porque ele estava com medo.

## Empreendimentos comerciais

### Never Broke Again
Após a assinatura de Gaulden com a Atlantic Records em 2017, sua música começou a ser lançada pela Atlantic e Never Broke Again, uma gravadora fundada por Gaulden, Rodrick "OG 3Three" Jeanpierre e Kyle "Montana" Claiborne. O objetivo de Gaulden era guiar seus amigos para a indústria musical e dar aos novos artistas uma plataforma para compartilhar sua música. A música de Never Broke Again seria originalmente distribuída pela UnitedMasters, no entanto, em 8 de setembro de 2021, foi anunciado que Never Broke Again assinaria um acordo de joint venture global com a Motown, que distribuiria sua música e lançaria álbuns de compilação sob a joint venture. Apesar de Gaulden ser cofundador e o rosto da gravadora, ela é administrada por Kyle "Montana" Clairborne. Quando questionado sobre a inspiração por trás do selo, Gaulden observou: "Senti que tinha uma responsabilidade com meus artistas para garantir que encontraria o parceiro certo para meu selo. Estou ansioso para trabalhar com a Etiópia, Kenoe e Motown Records."
A gravadora já foi o lar de vários artistas, como YoungBoy Never Broke Again, Quando Rondo e NoCap, além de produtores e engenheiros musicais, como Jason "Cheese" Goldberg e Khris James.

### Amp talk show
Em 8 de dezembro de 2022, foi anunciado através do Never Broke Again Instagram que Gaulden fecharia um acordo com a Amp da Amazon. Após o anúncio da parceria, todas as sextas-feiras Gaulden apresentaria o programa de rádio às 20h, horário central. Cada episódio contaria com convidados populares e celebridades como Blueface, Rich the Kid e Ja Morant; Gaulden entrevistaria seus convidados após sua chegada. Apesar de Ja ter sido anunciado como convidado oficial, o programa foi cancelado na mesma noite e parou de ser exibido desde então. Em 4 de outubro de 2023, Amp foi descontinuado e todo o seu conteúdo (incluindo o programa de rádio de Gaulden) foi descartado da Amazon.

### Moda
Em 2020, Gaulden colaborou com a popular marca de streetwear da ASAP Bari, VLONE, para incluir seu mais novo álbum de estúdio na época, Top.
Em julho de 2023, Gaulden lançou sua própria corrente de tênis sob sua Never Broke Again Clothing como o "Grave Digger". Isso foi seguido por uma colaboração com a Supreme na qual ele foi anunciado como o rosto da série Outono/Inverno 2023. Antes da 21ª mixtape solo de Gaulden, Decided 2, lançada em 10 de novembro de 2023, Gaulden anunciou sua colaboração com a popular marca de streetwear, Guapi. O 16º corte da mixtape intitulado "Guapi" é uma ode à marca.

## Vida pessoal

### Família e relacionamentos
Aos 25 anos, Gaulden é o pai confirmado de dez filhos com oito mulheres diferentes, no entanto, há rumores não confirmados de mais dois filhos com outras duas mulheres. Em julho de 2016, a então namorada de Gaulden, Nisha Keller, deu à luz seu primeiro filho, Kayden. No mesmo mês, Starr Dejanee deu à luz seu segundo filho, Kamron; em 2018, foi revelado que Gaulden não era seu pai biológico. No entanto, ele continuou a criá-lo. Trinia Loveless deu à luz seu terceiro filho, Taylin, em março de 2017. Em julho do mesmo ano, Dejanee deu à luz o quarto filho de Gaulden, Kamiri. Em fevereiro de 2019, Jania Meshell deu à luz seu quinto filho, Kacey, depois de um relacionamento intermitente com ela desde 2017. Gaulden e Keller deram as boas-vindas ao segundo filho quatro anos depois de darem as boas-vindas ao primeiro filho. Sua primeira filha, Armani, nasceu em junho de 2020. Em novembro do mesmo ano, Gaulden deu as boas-vindas à sua segunda filha, Kodi Capri, com Drea Symone.  Em agosto daquele ano, Jazlyn Mychelle Hayes deu à luz a terceira filha de Gaulden, Alice, que leva o nome de sua falecida avó. Em janeiro de 2021, Yaya Mayweather deu à luz o filho de Gaulden. Em setembro de 2022, ele e Hayes deram as boas-vindas ao seu segundo filho e ao sétimo filho de Gaulden, Klemenza Tru, em homenagem a Peter Clemenza de The Godfather (1972). Dois de seus filhos, Kayden e Kacey, apareceram no vídeo de seu single, "Kacey Talk". Em julho de 2025, Gaulden anunciou que está esperando seu terceiro filho com Hayes.
Em outubro de 2021, após ser libertado da prisão domiciliar de Baton Rouge, Gaulden mudou-se para Millcreek, Utah, no Condado de Salt Lake, com sua então namorada, Jazlyn Mychelle Hayes. Em 7 de janeiro de 2023, Gaulden se casou com Hayes enquanto estava em prisão domiciliar. No final de 2023, Gaulden comprou outra casa em Huntsville, Utah, no topo de vários acres de terra, que ele apelidou de "Grave Digger Mountain". Em março de 2024, foi revelado que Gaulden listou a propriedade em Milcreek para venda por US$ 5,5 milhões. Apesar da propriedade em Millcreek estar listada para venda, Gaulden voltou a morar nela após sua libertação da prisão em abril de 2025.

### Problemas de saúde
Enquanto estava em prisão domiciliar em 2023, Gaulden falou publicamente sobre seu uso pesado de drogas para lidar com depressão e ansiedade, afirmando que toma aproximadamente 20 comprimidos de Xanax por dia. Em novembro de 2023, os advogados de Gaulden entraram com uma moção para fazer alterações em suas condições de prisão domiciliar devido ao declínio de sua saúde mental. Em uma entrevista em dezembro de 2023, Gaulden revelou que havia entrado em um programa de reabilitação. No entanto, em fevereiro de 2024, Gaulden compartilhou uma postagem no Instagram que o retratava no chão com comprimidos de alprazolam e uma copo de lean, criando preocupações sobre a saúde do rapper.

### Fé e crenças
Em 8 de agosto de 2018, Gaulden anunciou nas redes sociais que havia convertido ao islamismo, mostrando sua então namorada em uma burca. No entanto, desde sua mudança para Utah em 2021, Gaulden tem sido visitado por missionários da Igreja de Jesus Cristo dos Santos dos Últimos Dias, e ele declarou sua intenção de ser batizado na igreja assim que seu monitor de tornozelo for removido. Em uma entrevista de 2023 com DJ Bootleg Kev, Gaulden reafirmou seu compromisso com o mormonismo e se comparou a Porter Rockwell.

## Discografia

#### Álbuns de estúdio
- Until Death Call My Name (2018)
- Top (2020)
- Sincerely, Kentrell (2021)
- The Last Slimeto (2022)
- I Rest My Case (2023)
- Don't Try This at Home (2023)
- I Just Got a Lot on My Shoulders (2024)
- MASA (2025)

## Tours

### Atração principal
- AI YoungBoy Tour (2017)[335]
- Until Death Call My Name Tour (2018)[336]
- Still Flexin, Still Steppin Tour (2020) [337]
- Make America Slime Again Tour (2025)[169]

### Participações
- Numb The Pain Tour (21 Savage) (2017)[39]

## Prémios e indicações
| Prémio                           | Ano  | Destinatário(s) e nomeado(s)                                                        | Categoria                        | Resultado | Ref.    |
| -------------------------------- | ---- | ----------------------------------------------------------------------------------- | -------------------------------- | --------- | ------- |
| ASCAP Rhythm & Soul Music Awards | 2021 | "Bandit" (com Juice WRLD) (apenas em nome do próprio Gaulden)                       | Winning Rap Songs                | Venceu    | [ 338 ] |
| BET Hip Hop Awards               | 2019 | "I Am Who They Say I Am" (com Kevin Gates e Quando Rondo)                           | Best Impact Track                | Indicado  | [ 339 ] |
| BET Hip Hop Awards               | 2022 | Birdman & YoungBoy Never Broke Again                                                | Best Duo/Group                   | Indicado  | [ 340 ] |
| BET Hip Hop Awards               | 2022 | DaBaby & YoungBoy Never Broke Again                                                 | Best Duo/Group                   | Indicado  | [ 340 ] |
| BMI R&B/Hip-Hop Awards           | 2021 | "Bandit" (com Juice WRLD) (apenas em nome de Juice WRLD (postumamente) e Nick Mira) | Most Performed R&B/Hip-Hop Songs | Venceu    | [ 341 ] |
| Grammy Awards                    | 2022 | "WusYaName" (com Tyler, the Creator e Ty Dolla Sign)                                | Best Melodic Rap Performance     | Indicado  | [ 342 ] |
| XXL Awards                       | 2023 | Himself                                                                             | The People's Champ               | Venceu    | [ 343 ] |